# Oud Over
Oud Over is een buitenplaats aan een gelijknamige straat langs de oostoever van de rivier de Vecht in het dorp Loenen aan de Vecht, in de Nederlandse provincie Utrecht. Ook een buurtschap/wijk in deze omgeving kent of kende deze naam.

## Buitenplaats
De rijksmonumentale buitenplaats heeft onder meer een hoofdgebouw, historische tuin- en parkaanleg, tuinkoepel, tuinmanswoning annex paardenstal en koetshuis, en meerdere toegangshekken.
Deze buitenplaats werd rond 1700 door Pieter van Beeck gebouwd. Zoals zo veel buitenplaatsen betrof dit een uitbreiding van een eerdere hofstede op deze plaats, als bijgebouw van het ernaast gelegen Beek en Vecht. Hij noemde het huis Beek en Hoven, een naam die 10 jaar later door zijn erfgenaam veranderd werd in Oud Over.
Het kubusvormige gebouw heeft vier hoge schoorstenen en een sobere, typische symmetrische gevelindeling. Slechts enkele elementen uit het oorspronkelijke interieur zijn bewaard gebleven, zoals de marmeren gangvloer en enkele stucplafonds.
Op het terrein van ruim 1 hectare staan tevens een koetshuis uit circa 1700 en een laat-18de-eeuwse theekoepel in Lodewijk XV stijl aan de Vechtoever. De parktuin werd in 1920 aangelegd in gemengde stijl.

## Buurtschap/wijk
Hoewel de dorpskern van Loenen zeer nabij op de andere rivieroever ligt, behoorde de buurtschap/de wijk Oud Over of Oud-Over ruwweg vanaf 1800 tot de voormalige gemeente Loosdrecht met de hoofdplaats enkele kilometers verder. In 1950 telde de buurtschap 711 inwoners. Bij een herindeling in 1952 kwam het onder de gemeente Loenen te vallen tot deze gemeente in 2011 opging in de gemeente Stichtse Vecht.

## Straat

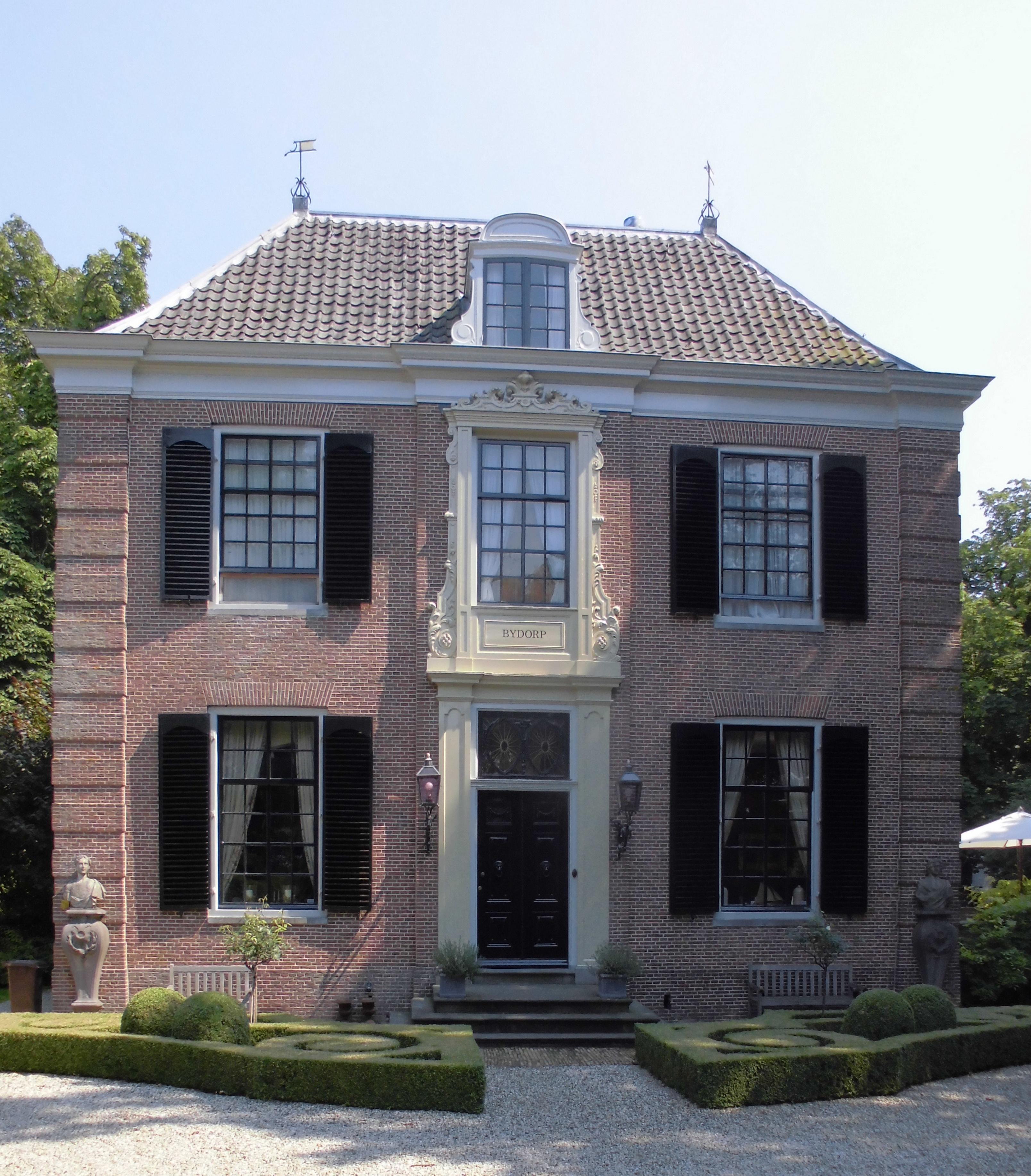
Hoofdgebouw van de buitenplaats Bijdorp p/a Oud Over 8

De weg met de straatnaam Oud Over is gelegen op de oostoever van de Vecht en loopt over een afstand van ruim twee kilometer tussen Loenen aan de Vecht en het noordelijker gelegen Vechtdorp Vreeland. In bredere zin vormt Oud Over een voortzetting van het Zandpad. Aan Oud Over liggen buiten de gelijknamige buitenplaats onder meer andere rijksmonumenten zoals de buitenplaatsen annex landhuizen Vegtlust (nr. 3), Bijdorp (nr. 8) en Vecht en Lommer/ Kalorama (nr. 59).